# City Airport Train
A City Airport Train (rövidítve CAT) Bécs belvárosában található Wien Mitte állomást és a Bécs–schwechati nemzetközi repülőteret összekötő vasúti járat neve. A bécsi S-Bahn S7-es vonalán közlekedik, azonban a menetideje 9 perccel rövidebb, mivel csak a két végállomáson áll meg. A járatot üzemeltető társaságot 1974-ben alapították, de az első járat csak 2002-ben indult el. Az első években a Siemens AG Viaggio Twin emeletes kocsikjaiból álló ingavonatot az ÖBB 1014 sorozata vontatta, de később, mikor már elegendő "Taurus" mozdonnyal rendelkezett az ÖBB, átvették a helyüket a korszerűbb és megbízhatóbb kétáramnemű ÖBB 1116 sorozatú mozdonyok. Mivel azonban erre a viszonylatra elegendő az egyáramnemű mozdony is, később az 1116-osokat az egyáramnemű ÖBB 1016 sorozat váltotta le.

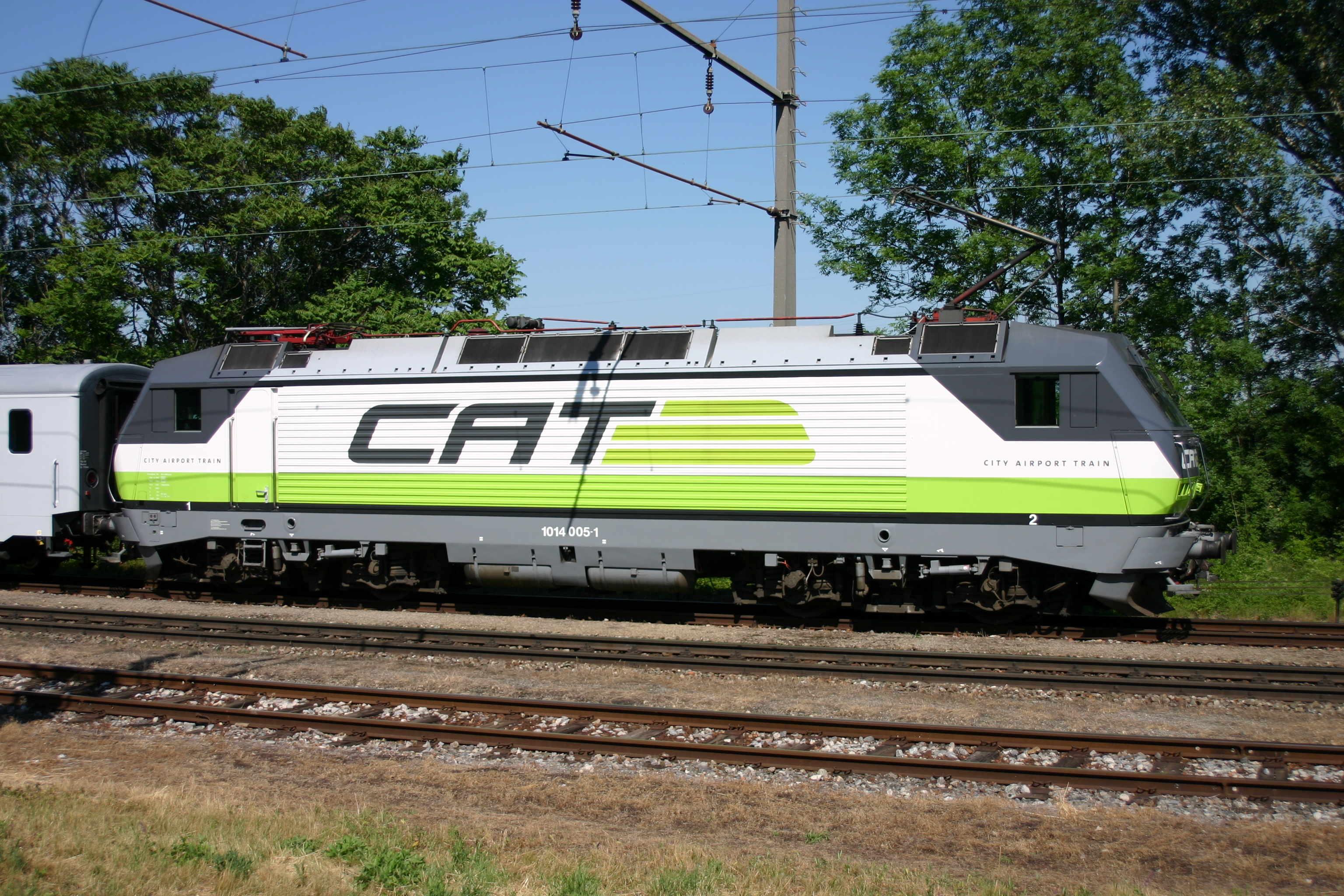
A CAT szerelvény korábbi mozdonya a ÖBB 1014 sorozat volt

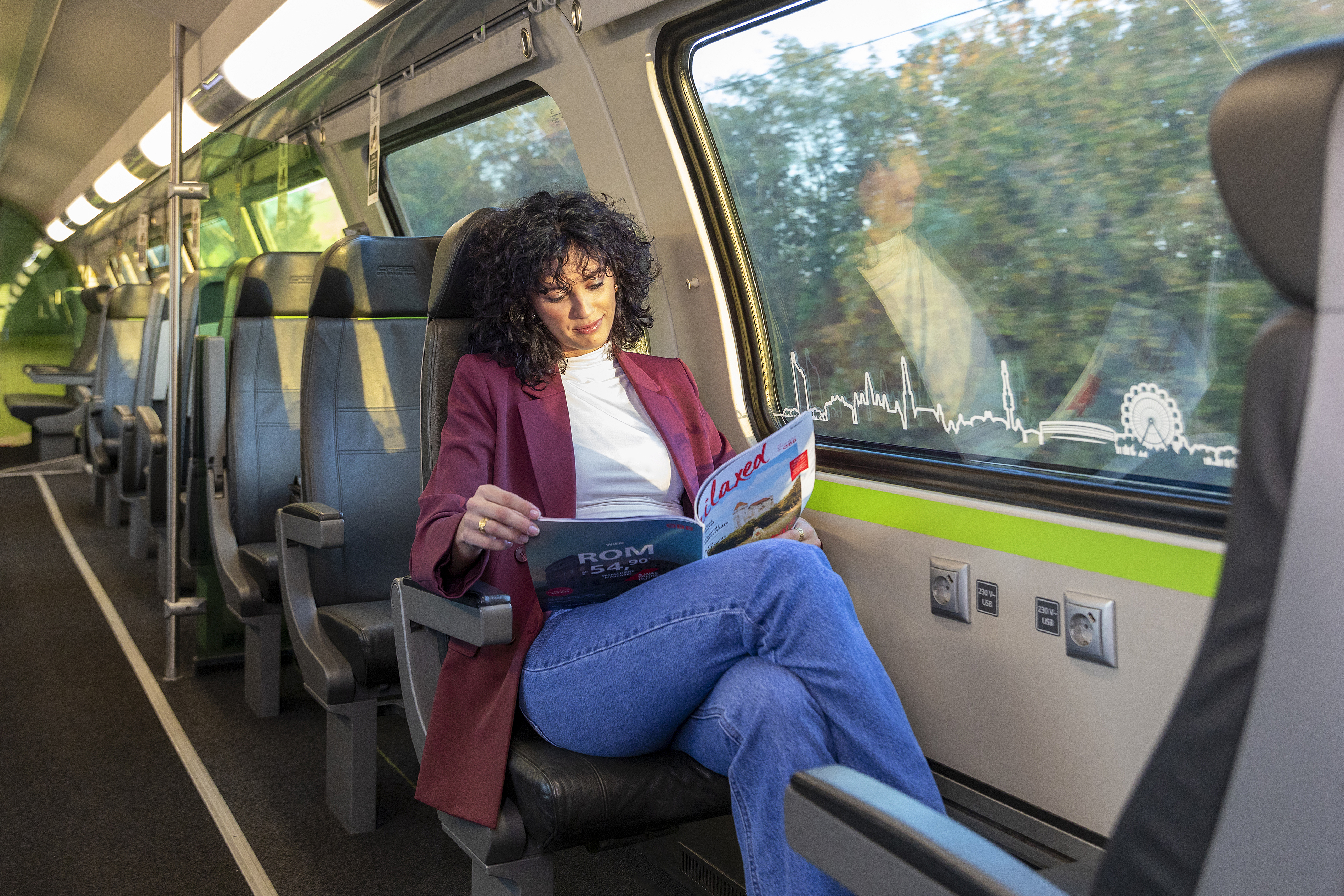
Utastér

A CAT 2008-ban összesen 1,1 millió, 2012-ben pedig már 1,2 millió utast szállított el. Egy utazás 8-12 euróba kerül, szemben az S-Bahn 3,6 eurós árához képest.
A jövőbeli tervek között szerepel, hogy a járatot egészen az új bécsi főpályaudvarig meghosszabbítják.

## Megállóhelyei és átszállási lehetőségek
A járat a két végállomás között megszakítás nélkül közlekedik.
| CAT (Repülőtér ↔ Wien Mitte) |                                       |            |                                 |
| Menetidő ↓                   | Állomás                               | Menetidő ↑ | Átszállási kapcsolatok          |
| 0 perc                       | Wien Mitte                            | 16 perc    | S1 , S2 , S3 , S7 U3 , U4 O 74A |
| 16 perc                      | Schwechati repülőtér (Flughafen Wien) | 0 perc     | S7                              |

## Szolgáltatás
A CAT utasai a City Air terminálon jelentkezhetnek be a járatra és adhatják le a poggyászukat. Ez a lehetőség jelenleg a járatok mintegy 80 százalékánál elérhető. A City check-in az indulás előtt 75 perccel, sok esetben akár 24 órával korábban is lehetséges. Olyan légitársaságok kínálnak városi check-in szolgáltatást, mint az Austrian Airlines, a Brussels Airlines, a Bulgaria Air, a Croatia Airlines, az Eurowings, a Lufthansa, a Luxair, a Norwegian, a Swiss, a TAP Air Portugal és a Wizz Air. A városi becsekkolás után a poggyász az adott légitársaság felelőssége, és automatikusan a repülőtérre szállítják.
A City Air terminálján és a repülőtéren is forgalmas információs pultok állnak rendelkezésre. A vonatszemélyzet minden vonaton rendelkezésre áll, hogy válaszoljon a kérdésekre és ellenőrizze, illetve eladja a jegyeket.
A CAT különösen széles folyosókat, sok helyet kínál a csomagoknak, ingyenes Wi-Fi-t, konnektorokat és TV képernyőket a vonaton, amelyeken a látogatók Bécsről kaphatnak információkat. A vonaton és az állomásokon újságok és magazinok széles választéka, valamint ingyenes magazinok állnak rendelkezésre.
Jegyek már online is foglalhatók a www.cityairporttrain.com oldalon, illetve a Wien Mitte-i City Air Terminálban és a bécsi repülőtéren található CAT jegypénztárakban.

## Jegyopciók
A City Airport Train (CAT) vonatra jegyeket az információs pultoknál, a jegykiadó automatákból, a vonaton vagy online elővételben lehet vásárolni. Az egyszeri jegyek 14,90 EUR, a retúrjegyek pedig 24,90 EUR-ért kaphatók. Kombinált jegyet is vásárolhat a CAT-ra és a bécsi tömegközlekedési jegyre, amely 24, 48 vagy 72 órán át érvényes.
Az ÖBB, a VOR és a Wiener Linien, valamint a KlimaTicket együttműködésének köszönhetően a Wiener Linien éves bérlettel, KlimaTicket-tel vagy ÖBB kedvezményes kártyával, valamint a Top Youth Ticket és a Wiener Linien féléves bérlettel rendelkezők több mint 50%-os kedvezménnyel használhatják a CAT-ot. A kedvezményes CAT-jegyek tehát 7 euróba (egy útra) és 12 euróba (oda-vissza) kerülnek. A vonat prémium kategóriás termék, ennek megfelelő árstruktúrával. A 15 év alatti gyermekek ingyenesen utazhatnak.

## CAT modell
A járatot kiszolgáló ingavonat H0-s méretarányban megvásárolható a Jagerndorfer osztrák családi vállalkozástól.